# Pluto bandit
Pour plus de détails, voir Fiche technique et Distribution.
Pluto bandit (Bone Bandit) est un court-métrage d'animation américain des studios Disney avec Pluto, sorti le 30 avril 1948.

## Synopsis
Pluto se réveille et son os matinal a disparu...

## Fiche technique
- Titre original : Bone Bandit
- Titre français : Pluto bandit
- Série : Pluto
- Réalisation : Charles A. Nichols
- Scénario : Art Scott, Sterling Sturtevant
- Animation : Bob Carlson, Volus Jones, Bill Justice, George Kreisl, Sandy Strother
- Effets visuels : Jack Boyd
- Décors : Brice Mack, Art Landy
- Layout : Yale Gracey, Karl Karpé
- Musique : Paul J. Smith
- Production : Walt Disney
- Société de production : Walt Disney Productions
- Société de distribution : RKO Radio Pictures
- Format : Couleur (Technicolor) - 1,37:1 - Son mono (RCA Sound System)
- Durée : 7 min
- Langue :  Anglais
- Pays de production :  États-Unis
- Date de sortie :
  - États-Unis : 30 avril 1948[1]

## Voix originales
- Pinto Colvig : Pluto

## Titre en différentes langues
- Suède : Pluto vid luftposten

Source : IMDb